# 第2回スーパーボウル
第2回AFL-NFLワールドチャンピオンシップゲーム（The second AFL-NFL World Championship Game）は、アメリカにおけるプロ・アメリカンフットボールのチャンピオンシップゲーム。後に第2回スーパーボウル（Super Bowl II）と呼ばれた。1968年1月14日にフロリダ州マイアミのマイアミ・オレンジボウルで開催された。
ナショナル・フットボール・リーグ（NFL）のグリーンベイ・パッカーズ（9勝4敗1分）が、キッカーのドン・チャンドラーの4本のフィールドゴールやディフェンシブバックのハーブ・アダリーの60ヤードインターセプトリターンタッチダウンなどにより、アメリカン・フットボール・リーグ（AFL）のオークランド・レイダース（13勝1敗）に対し33対14で勝利した。
パッカーズのクォーターバック、バート・スターはパス24回中13回成功、獲得ヤード202、タッチダウン1個で2度目のスーパーボウルMVPを受賞した。

## 背景

### グリーンベイ・パッカーズ
グリーンベイ・パッカーズは2年連続でAFL-NFLワールドチャンピオンシップゲームに進出したが、前シーズンに比べその道のりは困難だった。前シーズンの先発ランニングバックで後に殿堂入りしたポール・ホーナングとジム・テイラーはチームを去り、イライジャ・ピッツとジム・グラボウスキはシーズン序盤に負傷し、パッカーズヘッドコーチのヴィンス・ロンバルディはベテラン控えランニングバックのドニー・アンダーソンと新人のトラビス・ウィリアムズを起用せざるをえなかった。フルバックのチャック・マーセインと、多くの他チームから放出されてフリーエージェントでパッカーズと契約したベン・ウィルソンもホーナングとテイラーの抜けた穴を埋めるために駆り出された。一方、33歳になったベテランクォーターバックのバート・スターは怪我でシーズンを4試合欠場し、タッチダウン9個の倍近いインターセプト17個を喫してシーズンを終えていた。
チームのディープスレットには、ベテランレシーバーでパスキャッチ35回、獲得ヤード738（平均21.1ヤード）、タッチダウン5を記録したキャロル・デイルとパスキャッチ54回、獲得ヤード846、タッチダウン4を記録してプロボウルに選ばれたボイド・ダウラーがいた。また優秀なオフェンシブラインマンのジェリー・クレイマー、フレッド・サーストン、およびフォレスト・グレッグも健在だった。スペシャルチームではウィリアムズが18回のキックオフリターンで749ヤード（平均41.6ヤード）を獲得し、リターンタッチダウン4個はNFL記録だった。それでもチーム全体での総得点の332点はNFL16チーム中9位だった。
対してパッカーズのディフェンスはシーズンを通しての総失点が209点でNFL第3位だった。とはいえ、ディビジョンタイトルが決まった最初の11試合までの総失点がわずか131点（1試合平均約12点）で、その時点でAFLとNFLを通じてトップだったものが、その後の残り3週で78失点を喫していたことから、この成績さえあまり当てにならなかった。パッカーズディフェンスの最も強力なパートだったセカンダリー陣では、ディフェンシブバックのウィリー・ウッド、ハーブ・アダリー、およびボブ・ジーターの3人がプロボウルに選出されていた。ディフェンシブラインも優秀でヘンリー・ジョーダンとウィリー・デイビスに率いられていた。その後ろでは、レイ・ニチキがラインバッカー陣の中心になってディフェンスを率いていた。
パッカーズはレギュラーシーズンで9勝4敗1分の成績を収め、第11週にはディビジョンタイトルを決めていた。シーズン終盤に調子を落としたがプレイオフではその強さを取り戻し、ウェスタンカンファレンス・チャンピオンシップゲームにおいてロサンゼルス・ラムズを28対7で降した。NFLチャンピオンシップゲームでは辛うじてダラス・カウボーイズを退けた。この試合は最も有名なNFL伝説の一つとなり「アイスボウル」（Ice Bowl）と呼ばれた。
| 年   | 成績                 | Con  | 地区 | 勝 | 敗 | 分 | 率   | Div   | Con   | 平均得点 | 平均失点 |
| ---- | -------------------- | ---- | ---- | -- | -- | -- | ---- | ----- | ----- | -------- | -------- |
| 1967 | スーパーボウル制覇   |      | 優勝 | 9  | 4  | 1  | .679 | 4-1-1 | 6-3-1 | 23.7     | 14.9     |
|      |                      |      |      |    |    |    |      |       |       |          |          |
| 1966 | スーパーボウル制覇   | 優勝 |      | 12 | 2  | 0  | .857 |       | 10–2  | 23.9     | 11.6     |
| 1965 | NFLチャンピオン      | 優勝 |      | 10 | 3  | 1  | .750 |       | 8-3-1 | 22.6     | 16.0     |
| 1964 | プレーオフボウル敗戦 | 2位T |      | 8  | 5  | 1  | .607 |       | 6-5-1 | 24.4     | 17.5     |
| 1963 | プレーオフボウル勝利 | 2位  |      | 11 | 2  | 1  | .821 |       | 9-2-1 | 26.4     | 14.7     |
| 1962 | NFLチャンピオン      | 優勝 |      | 13 | 1  | 0  | .929 |       | 11-1  | 29.6     | 10.6     |
| 1961 | NFLチャンピオン      | 優勝 |      | 11 | 3  | 0  | .786 |       | 9-3   | 27.9     | 15.9     |
| 1960 | NFL決勝敗退          | 優勝 |      | 8  | 4  | 0  | .667 |       | 7-4   | 27.7     | 17.4     |
| 1959 | レギュラー敗退       | 3位T |      | 7  | 5  | 0  | .583 |       | 5-5   | 21.3     | 19.8     |
| 1958 | レギュラー敗退       | 6位  |      | 1  | 10 | 1  | .125 |       | 0-9-1 | 16.1     | 31.8     |
| 1957 | レギュラー敗退       | 6位  |      | 3  | 9  | 0  | .250 |       | 2-8   | 18.2     | 25.9     |

### オークランド・レイダース
ヘッドコーチのジョン・ラウチに率いられたオークランド・レイダースは、レギュラーシーズンをAFL記録の13勝1敗（唯一の敗戦は、10月7日の対ニューヨーク・ジェッツ戦で、スコアは14対27）で終え、AFLチャンピオンシップゲームではヒューストン・オイラーズを40対7で破り、AFL-NFLワールドチャンピオンシップゲームに進出した。チームの総得点はAFL、NFL全チームでトップの468点で、先発クォーターバックのダリル・ラモニカはAFL、NFL全クォーターバックでトップのパス獲得ヤード3,228、タッチダウン30を記録していた。
オフェンシブラインはセンターのジム・オットーとガードのジーン・アップショーに支えられ、加えてプロボウルに選出されたハリー・シューとウェイン・ホーキンスがいた。ワイドレシーバーのフレッド・ビレトニコフはチームトップのパスキャッチ40回で876ヤード、1回あたり平均21.3ヤードを、逆サイドのワイドレシーバー、ビリー・キャノンはパスキャッチ32回で629ヤード、タッチダウン10個を記録した。バックフィールドには3人のランニングバック、クレム・ダニエルズ、ヒューリット・ディクソン、およびピート・バナザックが同様に活躍し、あわせて1,510ヤード、10タッチダウンを記録した。スペシャルチームではディフェンシブバックのロジャー・バードがAFLトップの612ヤードパントリターンとその他に148ヤードのキックオフリターンを記録していた。
レイダースの強みは「The 11 Angry Men」（11人の怒れる男達）と呼ばれたディフェンスだった。ディフェンシブラインはプロボウル選出のトム・キーティングとベン・デイビッドソンに支えられていた。デイビッドソンは非常に強力で攻撃的なパスラッシャーで、レギュラーシーズンの対ニューヨーク・ジェッツ戦でクォーターバックのジョー・ネイマスをサックして彼の顎骨を骨折させたことがあった。その後方にはブリッツとパスカバレッジに優れ、3インターセプトを記録したプロボウルラインバッカーのダン・コナーズがいた。ディフェンシブバックには2人のプロボウラー、チームトップの7インターセプトを記録していたウィリー・ブラウンと2インターセプトを記録していたケント・マククルーアンがいた。セーフティのウォーレン・パワーズは6インターセプトと、そのリターンで154ヤード、2タッチダウンを記録していた。
| 年        | 成績           | Con | 地区 | 勝 | 敗 | 分 | 率   | Div   | Con | 平均得点 | 平均失点 |
| --------- | -------------- | --- | ---- | -- | -- | -- | ---- | ----- | --- | -------- | -------- |
| 1967(AFL) | AFL優勝/SB敗戦 |     | 優勝 | 13 | 1  | 0  | .929 | 6–0   |     | 33.4     | 16.6     |
|           |                |     |      |    |    |    |      |       |     |          |          |
| 1966(AFL) | レギュラー敗退 |     | 2位  | 8  | 5  | 1  | .607 | 4–2   |     | 22.5     | 20.6     |
| 1965(AFL) | レギュラー敗退 |     | 2位  | 8  | 5  | 1  | .607 | 3–3   |     | 21.3     | 17.1     |
| 1964(AFL) | レギュラー敗退 |     | 3位  | 5  | 7  | 2  | .429 | 2–3–1 |     | 21.6     | 25.0     |
| 1963(AFL) | レギュラー敗退 |     | 2位  | 10 | 4  | 0  | .714 | 6–0   |     | 25.9     | 20.1     |
| 1962(AFL) | レギュラー敗退 |     | 4位  | 1  | 13 | 0  | .071 | 0–6   |     | 15.2     | 26.4     |
| 1961(AFL) | レギュラー敗退 |     | 4位  | 2  | 12 | 0  | .143 | 1–5   |     | 16.9     | 32.7     |
| 1960(AFL) | レギュラー敗退 |     | 3位  | 6  | 8  | 0  | .429 | 2–4   |     | 22.8     | 27.7     |

### 試合前のニュースと話題
レイダースの好成績にもかかわらず、そして多くの専門家がこのシーズンのパッカーズがNFLチャンピオンになったチームの中で最も弱いという意見に同意していたにもかかわらず、パッカーズはワールドチャンピオンシップゲームの掛け率で14点の優勢となった。前年と同じく、ほとんどのファンとスポーツライターはNFLのトップチームはAFLのトップチームより強いと思っていた。
このような空気だったため、この試合に関する話題や議論のほとんどは、どちらが勝つかではなく、ロンバルディが試合後にコーチを引退するのではないかという（噂についての）ことだった。実際にロンバルディは試合後にパッカーズのコーチを辞任し、噂は真実であることがわかった。また、パッカーズのワイドレシーバーのマックス・マギーとキッカーのドン・チャンドラーもこの試合を最後に引退することがわかった。

## テレビ放映と演出
この試合のアメリカ国内の放送はCBSによって行われた。実況はレイ・スコット、解説はジャック・ケンプとパット・サマロールが努めた。ケンプは現役選手（AFLバッファロー・ビルズ所属）として初めてスーパーボウルの生放送で解説を行った。この放送がどのような様子であったかは現在不明である。
スーパーボウルの生中継はこの試合以降一つのネットワークにより行われている。観戦チケットは売り切れ、ブラックアウトルール（blackout）は適用されず、マイアミ地域でも視聴することができた。
試合前のセレモニーでは、パッカーズのユニフォームとレイダースのユニフォームを着た大きな人形が用意され、それらは両エンドゾーンに登場するとハーフウェーライン近くまで進み対峙した。
グランブリング州立大学のマーチングバンドが国家斉唱とハーフタイムショーで演奏を行った。

## 試合経過
| \| 開始 \| 開始 \| 開始 \| ボール保持 \| ドライブ \| ドライブ \| TOP \| 結果 \| 得点内容 \| 得点内容 \| 得点内容 \| 得点 \| 得点 \| \| Q \| 時間 \| 地点 \| ボール保持 \| P \| yd \| TOP \| 結果 \| yd \| 得点者 \| PAT \| パッカーズ \| レイダース \| \| ------------------------------------------------------------------------------------------------------------------------------- \| ------------------------------------------------------------------------------------------------------------------------------- \| ------------------------------------------------------------------------------------------------------------------------------- \| ------------------------------------------------------------------------------------------------------------------------------- \| ------------------------------------------------------------------------------------------------------------------------------- \| ------------------------------------------------------------------------------------------------------------------------------- \| ------------------------------------------------------------------------------------------------------------------------------- \| ------------------------------------------------------------------------------------------------------------------------------- \| ------------------------------------------------------------------------------------------------------------------------------- \| ------------------------------------------------------------------------------------------------------------------------------- \| ------------------------------------------------------------------------------------------------------------------------------- \| ---------- \| ---------- \| \| 1 \| 15:00 \| 自陣28 \| レイダース \| 3 \| 0 \| 1:16 \| パント \| — \| — \| — \| — \| — \| \| 1 \| 13:44 \| 自陣34 \| パッカーズ \| 9 \| 34 \| 3:51 \| フィールドゴール成功 \| 39 \| Chandler \| — \| 3 \| 0 \| \| 1 \| 9:53 \| 自陣25 \| レイダース \| 9 \| 23 \| 4:21 \| パント \| — \| — \| — \| — \| — \| \| 1-2 \| 5:32 \| 自陣3 \| パッカーズ \| 16 \| 84 \| 8:40 \| フィールドゴール成功 \| 20 \| Chandler \| — \| 6 \| 0 \| \| 2 \| 11:52 \| 自陣22 \| レイダース \| 3 \| -8 \| 0:51 \| パント \| — \| — \| — \| — \| — \| \| 2 \| 11:01 \| 自陣38 \| パッカーズ \| 1 \| 62 \| 0:11 \| タッチダウン（パス） \| 62 \| スター→Dowler \| キック成功 \| 13 \| 0 \| \| 2 \| 10:50 \| 自陣22 \| レイダース \| 9 \| 78 \| 4:35 \| タッチダウン（パス） \| 23 \| Lamonica→Miller \| キック成功 \| 13 \| 7 \| \| 2 \| 6:15 \| 自陣15 \| パッカーズ \| 3 \| -8 \| 1:53 \| パント \| — \| — \| — \| — \| — \| \| 2 \| 4:22 \| 敵陣40 \| レイダース \| 3 \| 1 \| 2:02 \| 47ydフィールドゴール失敗 \| — \| — \| — \| — \| — \| \| 2 \| 2:20 \| 自陣8 \| パッカーズ \| 3 \| 9 \| 1:57 \| パント \| — \| — \| — \| — \| — \| \| 2 \| \| \| レイダース \| — \| — \| — \| リターナーファンブルロスト \| — \| — \| — \| — \| — \| \| 2 \| 0:23 \| 敵陣45 \| パッカーズ \| 3 \| 9 \| 0:22 \| フィールドゴール成功 \| 43 \| Chandler \| — \| 16 \| 7 \| \| 2 \| 0:01 \| \| レイダース \| \| \| 0:01 \| 前半終了 \| — \| — \| — \| — \| — \| \| 前半終了 \| \| \| \| \| \| \| \| \| \| \| \| \| \| 3 \| 15:00 \| 自陣27 \| パッカーズ \| 3 \| 9 \| 2:53 \| パント \| — \| — \| — \| — \| — \| \| 3 \| 12:07 \| 自陣32 \| レイダース \| 4 \| 12 \| 1:32 \| パント \| — \| — \| — \| — \| — \| \| 3 \| 10:35 \| 自陣18 \| パッカーズ \| 11 \| 82 \| 4:41 \| タッチダウン（ラン） \| 2 \| Anderson \| キック成功 \| 23 \| 7 \| \| 3 \| 5:54 \| 自陣20 \| レイダース \| 3 \| 0 \| 1:05 \| パント \| — \| — \| — \| — \| — \| \| 3 \| 4:49 \| 自陣39 \| パッカーズ \| 8 \| 37 \| 4:47 \| フィールドゴール成功 \| 31 \| Chandler \| — \| 26 \| 7 \| \| 3-4 \| 0:02 \| 自陣40 \| レイダース \| 1 \| \| 0:37 \| ファンブルロスト \| — \| — \| — \| — \| — \| \| 4 \| 14:25 \| 自陣16 \| パッカーズ \| 3 \| 6 \| 1:00 \| パント \| — \| — \| — \| — \| — \| \| 4 \| 13:25 \| 自陣26 \| レイダース \| 6 \| 32 \| 2:22 \| インターセプトリターンTD \| 60 \| Adderley \| キック成功 \| 33 \| 7 \| \| 4 \| 11:03 \| 自陣26 \| レイダース \| 4 \| 74 \| 1:50 \| タッチダウン（パス） \| 23 \| Lamonica→Miller \| キック成功 \| 33 \| 14 \| \| 4 \| 9:13 \| 自陣26 \| パッカーズ \| 3 \| 7 \| 2:12 \| パント \| — \| — \| — \| — \| — \| \| 4 \| 7:01 \| 自陣21 \| レイダース \| 6 \| 21 \| 2:27 \| パント \| — \| — \| — \| — \| — \| \| 4 \| 4:34 \| 自陣34 \| パッカーズ \| 6 \| 18 \| 3:27 \| パント \| — \| — \| — \| — \| — \| \| 4 \| 1:07 \| 自陣20 \| レイダース \| 8 \| 39 \| 1:07 \| 試合終了 \| — \| — \| — \| — \| — \| \| P=プレー数、TOP=タイム・オブ・ポゼッション、PAT=ポイント・アフター・タッチダウン。 アメリカンフットボールの用語集 (en) も参照。 \| P=プレー数、TOP=タイム・オブ・ポゼッション、PAT=ポイント・アフター・タッチダウン。 アメリカンフットボールの用語集 (en) も参照。 \| P=プレー数、TOP=タイム・オブ・ポゼッション、PAT=ポイント・アフター・タッチダウン。 アメリカンフットボールの用語集 (en) も参照。 \| P=プレー数、TOP=タイム・オブ・ポゼッション、PAT=ポイント・アフター・タッチダウン。 アメリカンフットボールの用語集 (en) も参照。 \| P=プレー数、TOP=タイム・オブ・ポゼッション、PAT=ポイント・アフター・タッチダウン。 アメリカンフットボールの用語集 (en) も参照。 \| P=プレー数、TOP=タイム・オブ・ポゼッション、PAT=ポイント・アフター・タッチダウン。 アメリカンフットボールの用語集 (en) も参照。 \| P=プレー数、TOP=タイム・オブ・ポゼッション、PAT=ポイント・アフター・タッチダウン。 アメリカンフットボールの用語集 (en) も参照。 \| P=プレー数、TOP=タイム・オブ・ポゼッション、PAT=ポイント・アフター・タッチダウン。 アメリカンフットボールの用語集 (en) も参照。 \| P=プレー数、TOP=タイム・オブ・ポゼッション、PAT=ポイント・アフター・タッチダウン。 アメリカンフットボールの用語集 (en) も参照。 \| P=プレー数、TOP=タイム・オブ・ポゼッション、PAT=ポイント・アフター・タッチダウン。 アメリカンフットボールの用語集 (en) も参照。 \| P=プレー数、TOP=タイム・オブ・ポゼッション、PAT=ポイント・アフター・タッチダウン。 アメリカンフットボールの用語集 (en) も参照。 \| 33 \| 14 \| | | | | | | | | | | |            |            |
| 開始 | 開始 | 開始 | ボール保持 | ドライブ | ドライブ | TOP | 結果 | 得点内容 | 得点内容 | 得点内容 | 得点       | 得点       |
| Q | 時間 | 地点 | ボール保持 | P | yd | TOP | 結果 | yd | 得点者 | PAT | パッカーズ | レイダース |
| 1 | 15:00 | 自陣28 | レイダース | 3 | 0 | 1:16 | パント | — | — | — | —          | —          |
| 1 | 13:44 | 自陣34 | パッカーズ | 9 | 34 | 3:51 | フィールドゴール成功 | 39 | Chandler | — | 3          | 0          |
| 1 | 9:53 | 自陣25 | レイダース | 9 | 23 | 4:21 | パント | — | — | — | —          | —          |
| 1-2 | 5:32 | 自陣3 | パッカーズ | 16 | 84 | 8:40 | フィールドゴール成功 | 20 | Chandler | — | 6          | 0          |
| 2 | 11:52 | 自陣22 | レイダース | 3 | -8 | 0:51 | パント | — | — | — | —          | —          |
| 2 | 11:01 | 自陣38 | パッカーズ | 1 | 62 | 0:11 | タッチダウン（パス） | 62 | スター→Dowler | キック成功 | 13         | 0          |
| 2 | 10:50 | 自陣22 | レイダース | 9 | 78 | 4:35 | タッチダウン（パス） | 23 | Lamonica→Miller | キック成功 | 13         | 7          |
| 2 | 6:15 | 自陣15 | パッカーズ | 3 | -8 | 1:53 | パント | — | — | — | —          | —          |
| 2 | 4:22 | 敵陣40 | レイダース | 3 | 1 | 2:02 | 47ydフィールドゴール失敗 | — | — | — | —          | —          |
| 2 | 2:20 | 自陣8 | パッカーズ | 3 | 9 | 1:57 | パント | — | — | — | —          | —          |
| 2 | | | レイダース | — | — | — | リターナーファンブルロスト | — | — | — | —          | —          |
| 2 | 0:23 | 敵陣45 | パッカーズ | 3 | 9 | 0:22 | フィールドゴール成功 | 43 | Chandler | — | 16         | 7          |
| 2 | 0:01 | | レイダース | | | 0:01 | 前半終了 | — | — | — | —          | —          |
| 前半終了 | | | | | | | | | | |            |            |
| 3 | 15:00 | 自陣27 | パッカーズ | 3 | 9 | 2:53 | パント | — | — | — | —          | —          |
| 3 | 12:07 | 自陣32 | レイダース | 4 | 12 | 1:32 | パント | — | — | — | —          | —          |
| 3 | 10:35 | 自陣18 | パッカーズ | 11 | 82 | 4:41 | タッチダウン（ラン） | 2 | Anderson | キック成功 | 23         | 7          |
| 3 | 5:54 | 自陣20 | レイダース | 3 | 0 | 1:05 | パント | — | — | — | —          | —          |
| 3 | 4:49 | 自陣39 | パッカーズ | 8 | 37 | 4:47 | フィールドゴール成功 | 31 | Chandler | — | 26         | 7          |
| 3-4 | 0:02 | 自陣40 | レイダース | 1 | | 0:37 | ファンブルロスト | — | — | — | —          | —          |
| 4 | 14:25 | 自陣16 | パッカーズ | 3 | 6 | 1:00 | パント | — | — | — | —          | —          |
| 4 | 13:25 | 自陣26 | レイダース | 6 | 32 | 2:22 | インターセプトリターンTD | 60 | Adderley | キック成功 | 33         | 7          |
| 4 | 11:03 | 自陣26 | レイダース | 4 | 74 | 1:50 | タッチダウン（パス） | 23 | Lamonica→Miller | キック成功 | 33         | 14         |
| 4 | 9:13 | 自陣26 | パッカーズ | 3 | 7 | 2:12 | パント | — | — | — | —          | —          |
| 4 | 7:01 | 自陣21 | レイダース | 6 | 21 | 2:27 | パント | — | — | — | —          | —          |
| 4 | 4:34 | 自陣34 | パッカーズ | 6 | 18 | 3:27 | パント | — | — | — | —          | —          |
| 4 | 1:07 | 自陣20 | レイダース | 8 | 39 | 1:07 | 試合終了 | — | — | — | —          | —          |
| P=プレー数、TOP=タイム・オブ・ポゼッション、PAT=ポイント・アフター・タッチダウン。 アメリカンフットボールの用語集 (en) も参照。 | P=プレー数、TOP=タイム・オブ・ポゼッション、PAT=ポイント・アフター・タッチダウン。 アメリカンフットボールの用語集 (en) も参照。 | P=プレー数、TOP=タイム・オブ・ポゼッション、PAT=ポイント・アフター・タッチダウン。 アメリカンフットボールの用語集 (en) も参照。 | P=プレー数、TOP=タイム・オブ・ポゼッション、PAT=ポイント・アフター・タッチダウン。 アメリカンフットボールの用語集 (en) も参照。 | P=プレー数、TOP=タイム・オブ・ポゼッション、PAT=ポイント・アフター・タッチダウン。 アメリカンフットボールの用語集 (en) も参照。 | P=プレー数、TOP=タイム・オブ・ポゼッション、PAT=ポイント・アフター・タッチダウン。 アメリカンフットボールの用語集 (en) も参照。 | P=プレー数、TOP=タイム・オブ・ポゼッション、PAT=ポイント・アフター・タッチダウン。 アメリカンフットボールの用語集 (en) も参照。 | P=プレー数、TOP=タイム・オブ・ポゼッション、PAT=ポイント・アフター・タッチダウン。 アメリカンフットボールの用語集 (en) も参照。 | P=プレー数、TOP=タイム・オブ・ポゼッション、PAT=ポイント・アフター・タッチダウン。 アメリカンフットボールの用語集 (en) も参照。 | P=プレー数、TOP=タイム・オブ・ポゼッション、PAT=ポイント・アフター・タッチダウン。 アメリカンフットボールの用語集 (en) も参照。 | P=プレー数、TOP=タイム・オブ・ポゼッション、PAT=ポイント・アフター・タッチダウン。 アメリカンフットボールの用語集 (en) も参照。 | 33         | 14         |

### 前半
第1クォーター、パッカーズが最初の攻撃で34ヤード前進し、ドン・チャンドラーのFGで先制し3対0とした。一方、レイダースの最初の2回のドライブはパントに終わった。
パッカーズはその後の2回目の攻撃で自陣3ヤードからという厳しいフィールドポジションからの攻撃となったが、第2クォーターの始めまでに84ヤードの前進を果たし敵陣13ヤード地点まで進んだ。しかしタッチダウンは奪えずFGに終わり、スコアは6対0となった。パッカーズはその次の自陣38ヤードからのシリーズでプレイアクションパスによるビッグプレーを決めた。バート・スターがハンドオフフェイクをしてレシーバーのボイド・ダウラーへパスを投げたが、レイダースのディフェンシブバックはこれに騙され、ダウラーがマンカバーから逃れるのを許してしまった。パスを受けディフェンスを抜き去ったダウラーは62ヤードのタッチダウンを決め、スコアは13対0となった。
ここまで完全に試合を支配されていたレイダースだったが、次の攻撃では9プレイで79ヤードを前進し、ダリル・ラモニカからレシーバーのビル・ミラーへの23ヤードのタッチダウンパスが決まり、スコアを13対7とした。この得点がレイダースディフェンスを鼓舞し、その次のパッカーズのドライブをパントに抑えた。レイダースはリターナーのロジャー・バードの12ヤードパントリターンによりパッカーズ陣40ヤードの好位置から攻撃を開始したが、3プレイで1ヤードしか進めず、ジョージ・ブランダの47ヤードフィールドゴールもゴールポストまで届かずに終わった。レイダースディフェンスは次のパッカーズのドライブを再び3プレイでパントに追い込んだ。しかしドニー・アンダーソンは不意をついて左足でパントし、リターナーのバードはフェアキャッチをコールした後にファンブルしてしまった。こぼれ球をパッカーズがリカバーし、2度のパス失敗の後、スターはアンダーソン（ランニングバックだが、パンターも兼任した）への12ヤードパスを通し、チャンドラーのこの日3本目のフィールドゴール成功で16対7とリードして前半を終えた。

### ハーフタイム
ハーフタイムで、パッカーズのガード、ジェリー・クレイマーはチームメイトに向かって言った。「残り30分、おやっさん（ロンバルディのこと）のためにプレイしようぜ。」

### 後半
後半、レイダースが逆転する可能性は完全に失われたようだった。パッカーズは第3クォーターに3度ボールを保持し、敵に攻撃権を与えたのはわずか2分半に過ぎなかった。パッカーズは後半最初のドライブでスターがマックス・マギーへの35ヤードパスを通し（これがこの試合でのマギーの唯一の、そしてキャリア最後のパスキャッチとなった）、最後はアンダーソンの2ヤードタッチダウンランでスコアを23対7とした。パッカーズの次のドライブではチャンドラーの4本目のFGで26対7とした。第4クォーター開始直後、スターはベン・デイビッドソンのサックを受け、利き腕の指を突き指しサイドラインに下がった（交代で入ったジーク・ブラコウスキは一度パスを試みてサックされた）。しかし、パッカーズはその後のディフェンシブバックのハーブ・アダリーがパスをインターセプトし60ヤードのリターンタッチダウンを決め、33対7とした。レイダースはターンオーバー後のシリーズでラモニカからピート・バナザックへの41ヤードパスを通し、最後にミラーへの23ヤードタッチダウンパスを決めて33対14としたがこのまま試合は終了し、パッカーズが2連覇を成し遂げた。

### 試合後
試合終了後、ロンバルディは選手達に持ち上げられてフィールド内に運ばれ、それは初期のスーパーボウルにおける記憶に残るシーンの一つとなった。ドン・チャンドラーは4本のフィールドゴールを決めてパッカーズでのキャリアを終えた。
レイダースのビル・ミラーはこの試合でトップとなるパスキャッチ5回で84ヤード、2個のタッチダウンを記録した。パッカーズのフルバック、ベン・ウィルソンは後半に落としたコンタクトレンズを探していてプレイしなかったにもかかわらず、62ヤードを走ってリーディングラッシャーになった。ラモニカはパス34回中15回成功で208ヤード獲得し、タッチダウン2、インターセプト1で試合を終えた。パッカーズはターンオーバー無し、ペナルティも1回のみだった。
| \| 1 \| 9 \| 34 \| 3:51 \| フィールドゴール成功 \| \| 2 \| 16 \| 84 \| 8:40 \| フィールドゴール成功 \| \| 3 \| 1 \| 62 \| 0:11 \| タッチダウン（パス） \| \| 4 \| 3 \| -8 \| 1:53 \| パント \| \| 5 \| 3 \| 9 \| 1:57 \| パント \| \| 6 \| 3 \| 9 \| 0:22 \| フィールドゴール成功 \| \| 前半終了 \| \| \| \| \| \| 7 \| 3 \| 9 \| 2:53 \| パント \| \| 8 \| 11 \| 82 \| 4:41 \| タッチダウン（ラン） \| \| 9 \| 8 \| 37 \| 4:47 \| フィールドゴール成功 \| \| 10 \| 3 \| 6 \| 1:00 \| パント \| \| 11 \| 3 \| 7 \| 2:12 \| パント \| \| 12 \| 6 \| 18 \| 3:27 \| パント \| |          |          |      |                      |
| # | ドライブ | ドライブ | TOP  | 結果                 |
| # | プレー   | ヤード   | TOP  | 結果                 |
| 1 | 9        | 34       | 3:51 | フィールドゴール成功 |
| 2 | 16       | 84       | 8:40 | フィールドゴール成功 |
| 3 | 1        | 62       | 0:11 | タッチダウン（パス） |
| 4 | 3        | -8       | 1:53 | パント               |
| 5 | 3        | 9        | 1:57 | パント               |
| 6 | 3        | 9        | 0:22 | フィールドゴール成功 |
| 前半終了 |          |          |      |                      |
| 7 | 3        | 9        | 2:53 | パント               |
| 8 | 11       | 82       | 4:41 | タッチダウン（ラン） |
| 9 | 8        | 37       | 4:47 | フィールドゴール成功 |
| 10 | 3        | 6        | 1:00 | パント               |
| 11 | 3        | 7        | 2:12 | パント               |
| 12 | 6        | 18       | 3:27 | パント               |

| \| 1 \| 3 \| 0 \| 1:16 \| パント \| \| 2 \| 9 \| 23 \| 4:21 \| パント \| \| 3 \| 3 \| -8 \| 0:51 \| パント \| \| 4 \| 9 \| 78 \| 4:35 \| タッチダウン（パス） \| \| 5 \| 3 \| 1 \| 2:02 \| 47ydフィールドゴール失敗 \| \| 前半終了 \| \| \| \| \| \| 6 \| 4 \| 12 \| 1:32 \| パント \| \| 7 \| 3 \| 0 \| 1:05 \| パント \| \| 8 \| 1 \| — \| 0:37 \| ファンブルロスト \| \| 9 \| 6 \| 32 \| 2:22 \| インターセプトリターンTD \| \| 10 \| 4 \| 74 \| 1:50 \| タッチダウン（パス） \| \| 11 \| 6 \| 21 \| 2:27 \| パント \| \| 12 \| 8 \| 39 \| 1:07 \| 試合終了 \| |          |          |      |                          |
| # | ドライブ | ドライブ | TOP  | 結果                     |
| # | プレー   | ヤード   | TOP  | 結果                     |
| 1 | 3        | 0        | 1:16 | パント                   |
| 2 | 9        | 23       | 4:21 | パント                   |
| 3 | 3        | -8       | 0:51 | パント                   |
| 4 | 9        | 78       | 4:35 | タッチダウン（パス）     |
| 5 | 3        | 1        | 2:02 | 47ydフィールドゴール失敗 |
| 前半終了 |          |          |      |                          |
| 6 | 4        | 12       | 1:32 | パント                   |
| 7 | 3        | 0        | 1:05 | パント                   |
| 8 | 1        | —        | 0:37 | ファンブルロスト         |
| 9 | 6        | 32       | 2:22 | インターセプトリターンTD |
| 10 | 4        | 74       | 1:50 | タッチダウン（パス）     |
| 11 | 6        | 21       | 2:27 | パント                   |
| 12 | 8        | 39       | 1:07 | 試合終了                 |

## スターティングラインアップ
ソース:
| パッカーズ                                 | ポジション | レイダース                              |
| ------------------------------------------ | ---------- | --------------------------------------- |
| オフェンス                                 |            |                                         |
| ボイド・ダウラー Boyd Dowler               | SE         | ビル・ミラー Bill Miller                |
| ボブ・スコロンスキ Bob Skoronski           | LT         | ボブ・スヴィフス Bob Svihus             |
| ゲイル・ギリンガム Gale Gillingham         | LG         | ジーン・アップショー Gene Upshaw        |
| ケン・バウマン Ken Bowman                  | C          | ジム・オットー Jim Otto                 |
| ジェリー・クレイマー Jerry Kramer          | RG         | ウェイン・ホーキンス Wayne Hawkins      |
| フォレスト・グレッグ Forrest Gregg         | RT         | ハリー・シュー Harry Schuh              |
| マーブ・フレミング Marv Fleming            | TE         | ビリー・キャノン Billy Cannon           |
| キャロル・デイル Carroll Dale              | FL         | フレッド・ビレトニコフ Fred Biletnikoff |
| バート・スター Bart Starr                  | QB         | ダリル・ラモニカ Daryle Lamonica        |
| ドニー・アンダーソン Donny Anderson        | HB         | ピート・バナザック Pete Banaszak        |
| ベン・ウィルソン Ben Wilson                | FB         | ヒューリット・ディクソン Hewritt Dixon  |
| ディフェンス                               |            |                                         |
| ウィリー・デービス Willie Davis            | LE         | アイク・ラシター Ike Lassiter           |
| ロン・コステルニク Ron Kostelnik           | LT         | ダン・バードウェル Dan Birdwell         |
| ヘンリー・ジョーダン Henry Jordan          | RT         | トム・キーティング Tom Keating          |
| ライオネル・オールドリッジ Lionel Aldridge | RE         | ベン・デイビッドソン Ben Davidson       |
| デイブ・ロビンソン Dave Robinson           | LLB        | ビル・ラスキー Bill Laskey              |
| レイ・ニチキ Ray Nitschke                  | MLB        | ダン・コナーズ Dan Conners              |
| リー・ロイ・キャフィー Lee Roy Caffey      | RLB        | ガス・オットー Gus Otto                 |
| ハーブ・アダリー Herb Adderley             | LCB        | ケント・マククルーアン Kent McCloughan  |
| ボブ・ジーター Bob Jeter                   | RCB        | ウィリー・ブラウン Willie Brown         |
| トム・ブラウン Tom Brown                   | LS         | ウォーレン・パワーズ Warren Powers      |
| ウィリー・ウッド Willie Wood               | RS         | ハウイー・ウィリアムズ Howie Williams   |
| スペシャルチーム                           |            |                                         |
| ドン・チャンドラー Don Chandler            | K          | ジョージ・ブランダ George Blanda        |
| ドニー・アンダーソン（RB） Donny Anderson  | P          | マイク・アイシャイド Mike Eischeid      |
| ヘッドコーチ                               |            |                                         |
| ヴィンス・ロンバルディ Vince Lombardi      |            | ジョン・ラウチ John Rauch               |

## 審判
- レフェリー: ジャック・ヴェスト（AFL）
- アンパイア: ラルフ・モークロフト（NFL）
- ヘッドラインズマン: トニー・ヴェテリ（AFL）
- ラインジャッジ: ブルース・アルフォード（NFL）
- フィールド・ジャッジ: ボブ・バウア（AFL）
- バックジャッジ: スタン・ジャヴィ（NFL）

注: 7人審判制が採用されるのは1978年から

## 天候
- 晴れ時々曇り、気温30℃(86°F)